# Johann Wilhelm Gloger
Johann Wilhelm Gloger, kallad Wilhelm Gloger, född 1702, död 11 december 1760, han var en tysk orgelbyggare.

## Biografi
Wilhelm Gloger var den äldsta sonen till Johann Heinrich Gloger. 1734 gifte han sig med Charlotte Hedewig Gabriela Kurren (född 1708, död februari 1739), som dog under en förlossning. 1745 gifte han sig med Justina Hasenbein (född januari 1762). Deras dotter Sophia Elisabeth (född 1746) gifte sig med Johann Sieber i Stade. Ingenting är känt om deras son Georg Wilhelm (född 1753). Ytterligare fem av deras barn dog unga.
Gloger bodde fram till 1742 i Northeim, flyttade sedan till Göttingen som orgelbyggare och var sedan organist i St. Jacobi kyrkan.

## Orgelverk
1722–1723 var han gesäll hos orgelbyggaren Caspar Sperling i Goslar. 1728 i Sack byggde han en liten orgel. 1734 fullbordade han orgelverket efter sin far i St. Sixti kyrka i Northeim. Året efter arbetade han i Nette (Bockenem).
Han byggde en orgel 1738–1740 till Paulinerkirche i Göttingen. Detta orgelverk byttes ut 1803. Orgeln lagrades i  St. Nikolai Kirche och sålde 1806 till Wittingen, där fasaden finns bevarad.
Från 1755 till 1759 byggde han en orgel i Rosdorf kirche, detta orgelverk brann 1857.